# Wereldbeker snowboarden 2015/2016
De wereldbeker snowboarden 2015/2016 (officieel: FIS World Cup Snowboard 2015/2016) ging van start op 22 augustus 2015 in het Nieuw-Zeelandse Cardrona en eindigde op 20 maart 2016 in het Spaanse Baqueira-Beret en het Tsjechische Špindlerův Mlýn.

## Mannen

### Uitslagen
Legenda
- PGS = Parallelreuzenslalom
- PSL = Parallelslalom
- SBX = Snowboardcross
- HP = Halfpipe
- SBS = Slopestyle
- BA = Big air

| Datum      | Plaats            | Onderdeel | Eerste                                  | Tweede                               | Derde                                            |
| ---------- | ----------------- | --------- | --------------------------------------- | ------------------------------------ | ------------------------------------------------ |
| 22/08/2015 | Cardrona          | SBS       | Chris Corning                           | Yuki Kadono                          | Michael Ciccarelli                               |
| 30/08/2015 | Cardrona          | HP        | Raibu Katayama                          | Taku Hiraoka                         | Iouri Podladtchikov                              |
| 12/12/2015 | Montafon          | SBX       | Alessandro Hämmerle                     | Markus Schairer                      | Nikolaj Oljoenin                                 |
| 13/12/2015 | Montafon          | SBX team  | Frankrijk I Pierre Vaultier Tony Ramoin | Italië II Fabio Cordi Luca Matteotti | Oostenrijk I Alessandro Hämmerle Markus Schairer |
| 12/12/2015 | Carezza           | PGS       | Radoslav Yankov                         | Andrej Sobolev                       | Nevin Galmarini                                  |
| 19/12/2015 | Cortina d'Ampezzo | PSL       | Christoph Mick                          | Roland Fischnaller                   | Mirko Felicetti                                  |
| 08/01/2016 | Bad Gastein       | PSL       | Radoslav Yankov                         | Maurizio Bormolini                   | Mirko Felicetti                                  |
| 21/01/2016 | Mammoth           | SBS       | Brandon Davis                           | Eric Willett                         | Chas Guldemond                                   |
| 24/01/2016 | Mammoth           | HP        | Ryo Aono                                | Chase Josey                          | Gabe Ferguson                                    |
| 23/01/2016 | Feldberg          | SBX       | Nikolaj Oljoenin                        | Pierre Vaultier                      | Alex Pullin                                      |
| 24/01/2016 | Feldberg          | SBX       | Pierre Vaultier                         | Nikolaj Oljoenin                     | Lluis Marin Tarroch                              |
| 23/01/2016 | Rogla             | PGS       | Andrej Sobolev                          | Radoslav Yankov                      | Vic Wild                                         |
| 30/01/2016 | Moskou            | PSL       | Roland Fischnaller                      | Benjamin Karl                        | Rok Marguč                                       |
| 06/02/2016 | Park City         | HP        | Matthew Ladley                          | Ryo Aono                             | Naito Ando                                       |
| 11/02/2016 | Boston            | BA        | Maxence Parrot                          | Michael Ciccarelli                   | Chas Guldemond                                   |
| 13/02/2016 | Quebec            | BA        | Maxence Parrot                          | Tyler Nicholson                      | Ryan Stassel                                     |
| 13/02/2016 | Jauerling         | PSL       | Afgelast                                | Afgelast                             | Afgelast                                         |
| 14/02/2016 | Sapporo           | HP        | Ryo Aono                                | Markus Malin                         | Raibu Katayama                                   |
| 21/02/2016 | Sunny Valley      | SBX       | Pierre Vaultier                         | Christopher Robanske                 | Lucas Eguibar                                    |
| 21/02/2016 | Pyeongchang       | SBS       | Brock Crouch                            | Seppe Smits                          | Ville Paumola                                    |
| 27/02/2016 | Pyeongchang       | SBX       | Nate Holland                            | Pierre Vaultier                      | Nick Baumgartner                                 |
| 27/02/2016 | Kayseri           | PGS       | Andreas Prommegger                      | Rok Marguč                           | Patrick Bussler                                  |
| 05/03/2016 | Veysonnaz         | SBX       | Baptiste Brochu                         | Pierre Vaultier                      | Alessandro Hämmerle                              |
| 06/03/2016 | Veysonnaz         | SBX       | Lucas Eguibar                           | Nick Baumgartner                     | Alessandro Hämmerle                              |
| 05/03/2016 | Winterberg        | PSL       | Edwin Coratti                           | Roland Fischnaller                   | Rok Marguč                                       |
| 20/03/2016 | Baqueira-Beret    | SBX       | Alex Pullin                             | Kevin Hill                           | Lucas Eguibar                                    |
| 20/03/2016 | Špindlerův Mlýn   | SBS       | Jamie Nicholls                          | Chris Corning                        | Billy Morgan                                     |

### Eindstanden
| Parallel (PSL/PGS) | Parallel (PSL/PGS) | Parallel (PSL/PGS) | Parallel (PSL/PGS) |
| #                  | Naam               | Land               | Punten             |
| ------------------ | ------------------ | ------------------ | ------------------ |
| 1                  | Radoslav Yankov    | BUL                | 4050               |
| 2                  | Roland Fischnaller | ITA                | 3620               |
| 3                  | Andrej Sobolev     | RUS                | 3046               |
| 4                  | Andreas Prommegger | AUT                | 2940               |
| 5                  | Rok Marguč         | SLO                | 2790               |
| 6                  | Christoph Mick     | ITA                | 2584               |
| 7                  | Mirko Felicetti    | ITA                | 2572               |
| 8                  | Vic Wild           | RUS                | 2320               |
| 9                  | Edwin Coratti      | ITA                | 2236               |
| 10                 | Benjamin Karl      | AUT                | 2225               |

| Freestyle (BA/HP/SBS) | Freestyle (BA/HP/SBS) | Freestyle (BA/HP/SBS) | Freestyle (BA/HP/SBS) |
| #                     | Naam                  | Land                  | Punten                |
| --------------------- | --------------------- | --------------------- | --------------------- |
| 1                     | Ryo Aono              | JPN                   | 3250                  |
| 2                     | Chris Corning         | USA                   | 2520                  |
| 3                     | Maxence Parrot        | CAN                   | 2000                  |
| 4                     | Max Eberhardt         | CAN                   | 1930                  |
| 5                     | Ryan Stassel          | USA                   | 1852                  |
| 6                     | Brandon Davis         | USA                   | 1770                  |
| 7                     | Raibu Katayama        | JPN                   | 1750                  |
| 8                     | Seppe Smits           | BEL                   | 1700                  |
| 9                     | Tyler Nicholson       | CAN                   | 1600                  |
| 10                    | Michael Ciccarelli    | CAN                   | 1400                  |

| Slopestyle (SBS) | Slopestyle (SBS) | Slopestyle (SBS) | Slopestyle (SBS) |
| #                | Naam             | Land             | Punten           |
| ---------------- | ---------------- | ---------------- | ---------------- |
| 1                | Chris Corning    | USA              | 2520             |
| 2                | Brandon Davis    | USA              | 1630             |
| 3                | Max Eberhardt    | CAN              | 1610             |
| 4                | Brock Crouch     | USA              | 1340             |
| 5                | Jamie Nicholls   | GBR              | 1220             |
| 6                | Ryan Stassel     | USA              | 1220             |
| 7                | Ville Paumola    | FIN              | 960              |
| 8                | Yuki Kadono      | JPN              | 800              |
| 8                | Seppe Smits      | BEL              | 800              |
| 8                | Eric Willett     | USA              | 800              |

| Parallelslalom (PSL) | Parallelslalom (PSL) | Parallelslalom (PSL) | Parallelslalom (PSL) |
| #                    | Naam                 | Land                 | Punten               |
| -------------------- | -------------------- | -------------------- | -------------------- |
| 1                    | Roland Fischnaller   | ITA                  | 2860                 |
| 2                    | Mirko Felicetti      | ITA                  | 2050                 |
| 3                    | Radoslav Yankov      | BUL                  | 1890                 |
| 4                    | Edwin Coratti        | ITA                  | 1848                 |
| 5                    | Christoph Mick       | ITA                  | 1664                 |
| 6                    | Rok Marguč           | SLO                  | 1520                 |
| 7                    | Benjamin Karl        | AUT                  | 1475                 |
| 8                    | Maurizio Bormolini   | ITA                  | 1354                 |
| 9                    | Andreas Prommegger   | AUT                  | 1260                 |
| 10                   | Alexander Payer      | AUT                  | 1250                 |

| Big Air (BA) | Big Air (BA)           | Big Air (BA) | Big Air (BA) |
| #            | Naam                   | Land         | Punten       |
| ------------ | ---------------------- | ------------ | ------------ |
| 1            | Maxence Parrot         | CAN          | 2000         |
| 2            | Tyler Nicholson        | CAN          | 930          |
| 3            | Seppe Smits            | BEL          | 900          |
| 4            | Michael Ciccarelli     | CAN          | 800          |
| 5            | Sebastien Konijnenberg | FRA          | 650          |
| 6            | Ryan Stassel           | USA          | 632          |
| 7            | Chas Guldemond         | USA          | 600          |
| 8            | Antoine Truchon        | CAN          | 500          |
| 9            | Brett Moody            | USA          | 460          |
| 10           | Lyon Farrell           | USA          | 460          |

| Snowboardcross (SBX) | Snowboardcross (SBX) | Snowboardcross (SBX) | Snowboardcross (SBX) |
| #                    | Naam                 | Land                 | Punten               |
| -------------------- | -------------------- | -------------------- | -------------------- |
| 1                    | Pierre Vaultier      | FRA                  | 5140                 |
| 2                    | Alessandro Hämmerle  | AUT                  | 3840                 |
| 3                    | Lucas Eguibar        | ESP                  | 3366                 |
| 4                    | Nikolaj Oljoenin     | RUS                  | 3180                 |
| 5                    | Alex Pullin          | AUS                  | 3163                 |
| 6                    | Nick Baumgartner     | USA                  | 2396                 |
| 7                    | Christopher Robanske | CAN                  | 2188                 |
| 8                    | Lluis Marin Tarroch  | AND                  | 2138                 |
| 9                    | Baptiste Brochu      | CAN                  | 1940                 |
| 10                   | Omar Visintin        | ITA                  | 1938                 |

| Parallelreuzenslalom (PGS) | Parallelreuzenslalom (PGS) | Parallelreuzenslalom (PGS) | Parallelreuzenslalom (PGS) |
| #                          | Naam                       | Land                       | Punten                     |
| -------------------------- | -------------------------- | -------------------------- | -------------------------- |
| 1                          | Andrej Sobolev             | RUS                        | 2300                       |
| 2                          | Radoslav Yankov            | BUL                        | 2160                       |
| 3                          | Andreas Prommegger         | AUT                        | 1680                       |
| 4                          | Nevin Galmarini            | SUI                        | 1340                       |
| 5                          | Rok Marguč                 | SLO                        | 1270                       |
| 6                          | Vic Wild                   | RUS                        | 1200                       |
| 7                          | Christoph Mick             | ITA                        | 920                        |
| 8                          | Roland Fischnaller         | ITA                        | 760                        |
| 9                          | Benjamin Karl              | AUT                        | 750                        |
| 10                         | Patrick Bussler            | GER                        | 742                        |

| Halfpipe (HP) | Halfpipe (HP)    | Halfpipe (HP) | Halfpipe (HP) |
| #             | Naam             | Land          | Punten        |
| ------------- | ---------------- | ------------- | ------------- |
| 1             | Ryo Aono         | JPN           | 3250          |
| 2             | Raibu Katayama   | JPN           | 1750          |
| 3             | Chase Josey      | USA           | 1130          |
| 4             | Taku Hiraoka     | JPN           | 1120          |
| 5             | Matthew Ladley   | USA           | 1000          |
| 6             | Jake Pates       | USA           | 950           |
| 7             | Nathan Johnstone | AUS           | 940           |
| 8             | Greg Bretz       | USA           | 900           |
| 9             | Gabe Ferguson    | JPN           | 840           |
| 10            | Markus Malin     | FIN           | 800           |

## Vrouwen

### Uitslagen
Legenda
- PGS = Parallelreuzenslalom
- PSL = Parallelslalom
- SBX = Snowboardcross
- HP = Halfpipe
- SBS = Slopestyle
- BA = Big air

| Datum      | Plaats            | Onderdeel | Eerste                                          | Tweede                                            | Derde                                        |
| ---------- | ----------------- | --------- | ----------------------------------------------- | ------------------------------------------------- | -------------------------------------------- |
| 22/08/2015 | Cardrona          | SBS       | Jamie Anderson                                  | Laurie Blouin                                     | Hailey Langland                              |
| 30/08/2015 | Cardrona          | HP        | Cai Xuetong                                     | Hikaru Oe                                         | Sophie Rodriguez                             |
| 12/12/2015 | Montafon          | SBX       | Nelly Moenne-Loccoz                             | Lindsey Jacobellis                                | Maria Vasiltsova                             |
| 13/12/2015 | Montafon          | SBX team  | Frankrijk I Nelly Moenne-Loccoz Chloé Trespeuch | Verenigde Staten I Lindsey Jacobellis Faye Gulini | Zwitserland I Simona Meiler Alexandra Hasler |
| 12/12/2015 | Carezza           | PGS       | Ester Ledecká                                   | Ladina Jenny                                      | Jekaterina Toedegesjeva                      |
| 19/12/2015 | Cortina d'Ampezzo | PSL       | Patrizia Kummer                                 | Nadya Ochner                                      | Cheyenne Loch                                |
| 08/01/2016 | Bad Gastein       | PSL       | Jekaterina Toedegesjeva                         | Julia Dujmovits                                   | Sabine Schöffmann                            |
| 21/01/2016 | Mammoth           | SBS       | Anna Gyarmati                                   | Jessika Jenson                                    | Karly Shorr                                  |
| 24/01/2016 | Mammoth           | HP        | Kelly Clark                                     | Chloe Kim                                         | Maddie Mastro                                |
| 23/01/2016 | Feldberg          | SBX       | Eva Samková                                     | Michela Moioli                                    | Chloé Trespeuch                              |
| 24/01/2016 | Feldberg          | SBX       | Nelly Moenne-Loccoz                             | Chloé Trespeuch                                   | Michela Moioli                               |
| 23/01/2016 | Rogla             | PGS       | Ester Ledecká                                   | Marion Kreiner                                    | Jekaterina Toedegesjeva                      |
| 30/01/2016 | Moskou            | PSL       | Patrizia Kummer                                 | Ladina Jenny                                      | Ester Ledecká                                |
| 06/02/2016 | Park City         | HP        | Chloe Kim                                       | Maddie Mastro                                     | Kelly Clark                                  |
| 11/02/2016 | Boston            | BA        | Julia Marino                                    | Jenna Blasman                                     | Brooke Voigt                                 |
| 13/02/2016 | Quebec            | BA        | Jamie Anderson                                  | Katie Ormerod                                     | Queralt Castellet                            |
| 13/02/2016 | Jauerling         | PSL       | Afgelast                                        | Afgelast                                          | Afgelast                                     |
| 14/02/2016 | Sapporo           | HP        | Cai Xuetong                                     | Liu Jiayu                                         | Clémence Grimal                              |
| 21/02/2016 | Sunny Valley      | SBX       | Eva Samková                                     | Belle Brockhoff                                   | Michela Moioli                               |
| 21/02/2016 | Pyeongchang       | SBS       | Jamie Anderson                                  | Karly Shorr                                       | Christy Prior                                |
| 27/02/2016 | Pyeongchang       | SBX       | Chloé Trespeuch                                 | Michela Moioli                                    | Eva Samková                                  |
| 27/02/2016 | Kayseri           | PGS       | Ester Ledecká                                   | Sabine Schöffmann                                 | Ina Meschik                                  |
| 05/03/2016 | Veysonnaz         | SBX       | Aleksandra Jekova                               | Belle Brockhoff                                   | Eva Samková                                  |
| 06/03/2016 | Veysonnaz         | SBX       | Michela Moioli                                  | Lindsey Jacobellis                                | Nelly Moenne-Loccoz                          |
| 05/03/2016 | Winterberg        | PSL       | Alena Zavarzina                                 | Ina Meschik                                       | Ramona Hofmeister                            |
| 20/03/2016 | Baqueira-Beret    | SBX       | Belle Brockhoff                                 | Eva Samková                                       | Chloé Trespeuch                              |
| 20/03/2016 | Špindlerův Mlýn   | SBS       | Silvia Mittermüller                             | Katie Ormerod                                     | Šárka Pančochová                             |

### Eindstanden
| Parallel (PSL/PGS) | Parallel (PSL/PGS)      | Parallel (PSL/PGS) | Parallel (PSL/PGS) |
| #                  | Naam                    | Land               | Punten             |
| ------------------ | ----------------------- | ------------------ | ------------------ |
| 1                  | Ester Ledecká           | CZE                | 4750               |
| 2                  | Jekaterina Toedegesjeva | RUS                | 3720               |
| 3                  | Patrizia Kummer         | SUI                | 3530               |
| 4                  | Ladina Jenny            | SUI                | 3130               |
| 5                  | Ina Meschik             | AUT                | 3010               |
| 6                  | Julie Zogg              | SUI                | 2620               |
| 7                  | Julia Dujmovits         | AUT                | 2250               |
| 8                  | Alena Zavarzina         | RUS                | 2230               |
| 9                  | Marion Kreiner          | AUT                | 2220               |
| 10                 | Sabine Schöffmann       | AUT                | 1940               |

| Freestyle (BA/HP/SBS) | Freestyle (BA/HP/SBS) | Freestyle (BA/HP/SBS) | Freestyle (BA/HP/SBS) |
| #                     | Naam                  | Land                  | Punten                |
| --------------------- | --------------------- | --------------------- | --------------------- |
| 1                     | Jamie Anderson        | USA                   | 3360                  |
| 2                     | Cai Xuetong           | CHN                   | 2500                  |
| 3                     | Katie Ormerod         | GBR                   | 2390                  |
| 4                     | Karly Shorr           | USA                   | 2250                  |
| 5                     | Kelly Clark           | USA                   | 2000                  |
| 6                     | Jessika Jenson        | USA                   | 1850                  |
| 7                     | Chloe Kim             | USA                   | 1800                  |
| 8                     | Silvia Mittermüller   | GER                   | 1660                  |
| 9                     | Liu Jiayu             | CHN                   | 1570                  |
| 10                    | Šárka Pančochová      | CZE                   | 1570                  |

| Slopestyle (SBS) | Slopestyle (SBS)     | Slopestyle (SBS) | Slopestyle (SBS) |
| #                | Naam                 | Land             | Punten           |
| ---------------- | -------------------- | ---------------- | ---------------- |
| 1                | Jamie Anderson       | USA              | 2000             |
| 2                | Karly Shorr          | USA              | 1850             |
| 3                | Silvia Mittermüller  | GER              | 1660             |
| 4                | Jessika Jenson       | USA              | 1400             |
| 5                | Katie Ormerod        | GBR              | 1300             |
| 6                | Anna Gyarmati        | HUN              | 1220             |
| 7                | Hailey Langland      | USA              | 1100             |
| 8                | Gillian Andrewshenko | CAN              | 980              |
| 9                | Kirra Kotsenburg     | USA              | 950              |
| 10               | Šárka Pančochová     | CZE              | 890              |

| Parallelslalom (PSL) | Parallelslalom (PSL)    | Parallelslalom (PSL) | Parallelslalom (PSL) |
| #                    | Naam                    | Land                 | Punten               |
| -------------------- | ----------------------- | -------------------- | -------------------- |
| 1                    | Patrizia Kummer         | SUI                  | 2770                 |
| 2                    | Jekaterina Toedegesjeva | RUS                  | 2020                 |
| 3                    | Ina Meschik             | AUT                  | 1870                 |
| 4                    | Ladina Jenny            | SUI                  | 1820                 |
| 5                    | Ester Ledecká           | CZE                  | 1750                 |
| 6                    | Alena Zavarzina         | RUS                  | 1650                 |
| 7                    | Julia Dujmovits         | AUT                  | 1460                 |
| 8                    | Julie Zogg              | SUI                  | 1430                 |
| 9                    | Nadya Ochner            | ITA                  | 1180                 |
| 10                   | Claudia Riegler         | AUT                  | 1090                 |

| Big Air (BA) | Big Air (BA)      | Big Air (BA) | Big Air (BA) |
| #            | Naam              | Land         | Punten       |
| ------------ | ----------------- | ------------ | ------------ |
| 1            | Jamie Anderson    | USA          | 1360         |
| 1            | Julia Marino      | USA          | 1360         |
| 3            | Jenna Blasman     | CAN          | 1090         |
| 3            | Katie Ormerod     | GBR          | 1090         |
| 5            | Brooke Voigt      | CAN          | 840          |
| 6            | Queralt Castellet | ESP          | 730          |
| 7            | Šárka Pančochová  | CZE          | 680          |
| 8            | Sina Candrian     | SUI          | 680          |
| 9            | Kristiina Nisula  | FIN          | 590          |
| 10           | Cheryl Maas       | NED          | 560          |

| Snowboardcross (SBX) | Snowboardcross (SBX) | Snowboardcross (SBX) | Snowboardcross (SBX) |
| #                    | Naam                 | Land                 | Punten               |
| -------------------- | -------------------- | -------------------- | -------------------- |
| 1                    | Michela Moioli       | ITA                  | 5100                 |
| 2                    | Eva Samková          | CZE                  | 5060                 |
| 3                    | Belle Brockhoff      | AUS                  | 4460                 |
| 4                    | Chloé Trespeuch      | FRA                  | 4260                 |
| 5                    | Nelly Moenne-Loccoz  | FRA                  | 4220                 |
| 6                    | Lindsey Jacobellis   | USA                  | 3810                 |
| 7                    | Aleksandra Jekova    | BUL                  | 3090                 |
| 8                    | Maria Vasiltsova     | RUS                  | 2370                 |
| 9                    | Zoe Bergermann       | CAN                  | 2340                 |
| 10                   | Tess Critchlow       | CAN                  | 1880                 |

| Parallelreuzenslalom (PGS) | Parallelreuzenslalom (PGS) | Parallelreuzenslalom (PGS) | Parallelreuzenslalom (PGS) |
| #                          | Naam                       | Land                       | Punten                     |
| -------------------------- | -------------------------- | -------------------------- | -------------------------- |
| 1                          | Ester Ledecká              | CZE                        | 3000                       |
| 2                          | Jekaterina Toedegesjeva    | RUS                        | 1700                       |
| 3                          | Marion Kreiner             | AUT                        | 1400                       |
| 4                          | Ladina Jenny               | SUI                        | 1310                       |
| 5                          | Julie Zogg                 | SUI                        | 1190                       |
| 6                          | Ina Meschik                | AUT                        | 1140                       |
| 7                          | Sabine Schöffmann          | AUT                        | 960                        |
| 8                          | Tomoka Takeuchi            | JPN                        | 950                        |
| 9                          | Julia Dujmovits            | AUT                        | 790                        |
| 10                         | Patrizia Kummer            | SUI                        | 760                        |

| Halfpipe (HP) | Halfpipe (HP)    | Halfpipe (HP) | Halfpipe (HP) |
| #             | Naam             | Land          | Punten        |
| ------------- | ---------------- | ------------- | ------------- |
| 1             | Cai Xuetong      | CHN           | 2500          |
| 2             | Kelly Clark      | USA           | 2000          |
| 3             | Chloe Kim        | USA           | 1800          |
| 4             | Liu Jiayu        | CHN           | 1570          |
| 5             | Hikaru Oe        | JPN           | 1470          |
| 6             | Maddie Mastro    | USA           | 1400          |
| 7             | Haruna Matsumoto | JPN           | 1260          |
| 8             | Sophie Rodriguez | FRA           | 1100          |
| 9             | Mirabelle Thovex | FRA           | 1010          |
| 10            | Verena Rohrer    | SUI           | 920           |